# Famille d'Amanzé
La famille d'Amanzé trouve ses origines au XIe siècle dans le Brionnais (Bourgogne), et s'éteint au XVIIIe siècle.

## Armoiries
Blasonnement : de gueules à trois coquilles d'or.
Les coquilles symbolisent le pèlerinage à Saint-Jacques-de-Compostelle. Une légende locale attribue le nombre des coquilles au nombre des membres de la famille morts en Terre Sainte (cependant, les meubles héraldiques vont très souvent par trois).

## Histoire
Amanzé était à l'origine une seigneurie dépendant des barons de Semur. Au XIe siècle, le seigneur d'Amanzé (probablement Guichard) participa à la première croisade.
À partir de 1380, leur histoire se confond avec celle de Chauffailles, dont ils deviennent seigneurs par le mariage de Jean II d'Amanzé avec Antonie de Villon. Les Amanzé s'y établirent, y firent construire un château, qui appartiendra à la famille jusqu'en 1741.
Les Amanzé sont également liés à l'histoire de Bourbon-Lancy, dont ils furent capitaines et gouverneurs au XVIIe siècle et au XVIIIe siècle. Cette charge fut d'abord accordée à Jean IV d'Amanzé, baron de Semur et maréchal des Camps et Armées du Roi, puis à son fils Gaspard.
En 1617, Amanzé fut érigé en vicomté.
Par ailleurs, Guillaume II d'Amanzé a été lieutenant de Charles de La Rochefoucauld, comte de Randan et a participé à la bataille de Renty en 1554. De nombreux membres de la famille ont été chevaliers de l'Ordre de Malte et chanoines-comtes de Lyon.
Une branche de la famille s'établit en Gévaudan au XVIIe siècle et on trouve également des Amanzé en Picardie.

## Liste des seigneurs d'Amanzé

### Première famille (XIesiècle-XIIIesiècle)
- Roger d'Amanzé (<1040-†>1050)
- Guichard d'Amanzé (<1088-†>1098)
- Rodolphe d'Amanzé (<1140-†?)
- Hugues Ier d'Amanzé (<1160-†?)
- Pierre Ier d'Amanzé (<1180-†?)
- Hugues II d'Amanzé (<1215-†?) marié à Alix de Vergy
- Alix d'Amanzé (<1235 - >1265)

La première maison d'Amanzé prend fin avec le mariage d'Alix, seule fille d'Hugues d'Amanzé, avec le sire de Villon.

### Seconde famille (XIIIesiècle-XVesiècle)
- Jean de Villon (<1250-†>1270)
- Pierre II d'Amanzé (1270-†>1323) marié à Isabeau de Dio en 1300
- Jean Ier d'Amanzé (<1307-†>1370)

Il se marie en 1323 à Marguerite de la Bussière, lui apportant de nombreux fiefs en Mâconnais : La Bussière, Trambly, La Chapelle de France, Bergesserin, Le Péage de Matour.
Jean se remarie en 1338 avec Jeanne de Marcilly.
- Guillaume Ier d'Amanzé (1327-†>1380) marié en 1355 à Marguerite de Busseül
- Jean II d'Amanzé (1360-†>1415) marié en 1386 à Antonie (ou Antoinette) de Villon

Par ce mariage, les seigneurs d'Amanzé deviennent seigneurs de Chauffailles.
- Guillaume II d'Amanzé (1387-†>1458) marié en 1405 à Marguerite de Semur-d'Arcy
- Jacques d'Amanzé (1430-†>1497) marié en 1462 à Etiennette de Chantemerle (famille de La Clayette) et en 1477 à Philippine Damas-de-Digoine

Il eut deux fils, l'un du premier lit, Jean, qui sera sire d'Amanzé, l'autre du second lit, François, qui sera sire de Chauffailles.

### Seigneurs d'Amanzé (XVIesiècle)
- Jean III d'Amanzé (1470-†1534), sire d'Amanzé, marié à Béatrix Mitte de Chevriès.
- Pierre d'Amanzé, sire d'Amanzé, lieutenant des ordonnances du roi, marié en 1555 à Antoinette de Coligny (fille de Renaud de Coligny, sire de Saligny, et de Jacqueline de Montboissier).
- Jean IV d'Amanzé (†1609), baron d'Amanzé, maréchal des camps et armées du roi, gouverneur de Bourbon-Lancy, marié en 1595 à Isabeau d'Escars, dame de Combles (fille de Jean d'Escars [des Cars], prince de Carency), puis à Françoise de L'Aubespin.
- Gaspard d'Amanzé, vicomte d'Amanzé, baron de Combles, lieutenant général pour le roi au gouvernement de Bourgogne, Gouverneur de Bourbon-Lancy, marié en 1630 à Françoise Jacquot de Mypont. Leurs enfants sont morts jeunes. Mariage de leur fille Madeleine avec Gilbert de Vichy, fils de Gaspard et Hilaire d'Albon (contrat de mariage du 9 octobre 1662 - Insinuations laïques du bailliage de Semur en Brionnais -AD71 en ligne).

### Seigneurs de Chauffailles (XVIesiècle-XVIIIesiècle)
- François d'Amanzé (1480-†1533), sire de Chauffailles, marié en 1505 à Catherine de Semur-l'Etang
- François d'Amanzé (1510-†>1588), sire de Chauffailles, marié en 1540 à Françoise de Choiseul-Traves-Dracy, et en 1562 à Gilberte de Busseül

Son fils Antoine d'Amanzé, chanoine-comte de Lyon, jouera un rôle important dans la région lors des guerres de religion.
Son fils Marc d'Amanzé, seigneur de Bois-du-Mont, est à l'origine de la branche qui s'établira dans le Gévaudan, et d'une autre établie dans la vallée de Chevreuse.
- Guillaume d'Amanzé (<1544-†1594), sire de Chauffailles, marié en 1578 à Françoise de La Guiche, dame de Corcheval
- Antoine (ou Jean) d'Amanzé, sire de Chauffailles, marié en 1613 à Françoise de Damas, dame d'Esthieugues

Son fils Basile aurait été un seigneur brigand, rançonnant les voyageurs, à l'origine de soupçons sur la fortune des Amanzé.
- Jacques d'Amanzé, baron de Chauffailles, marié à Marie Anne Rollin
- Antoine d'Amanzé (1672-†?) marié en 1715 à Cécile de Falcony
- Marie-Cécile d'Amanzé (1718-†?)

Par son mariage en 1741 avec Claude-Marie de Saint-Georges marquis de Vichy, le nom d'Amanzé disparaît

## Personnalités
- Douze chanoines-comtes, au sein du Chapitre de Saint-Jean de Lyon, entre les XIVe et XVIe siècles[9].